# Zona afòtica

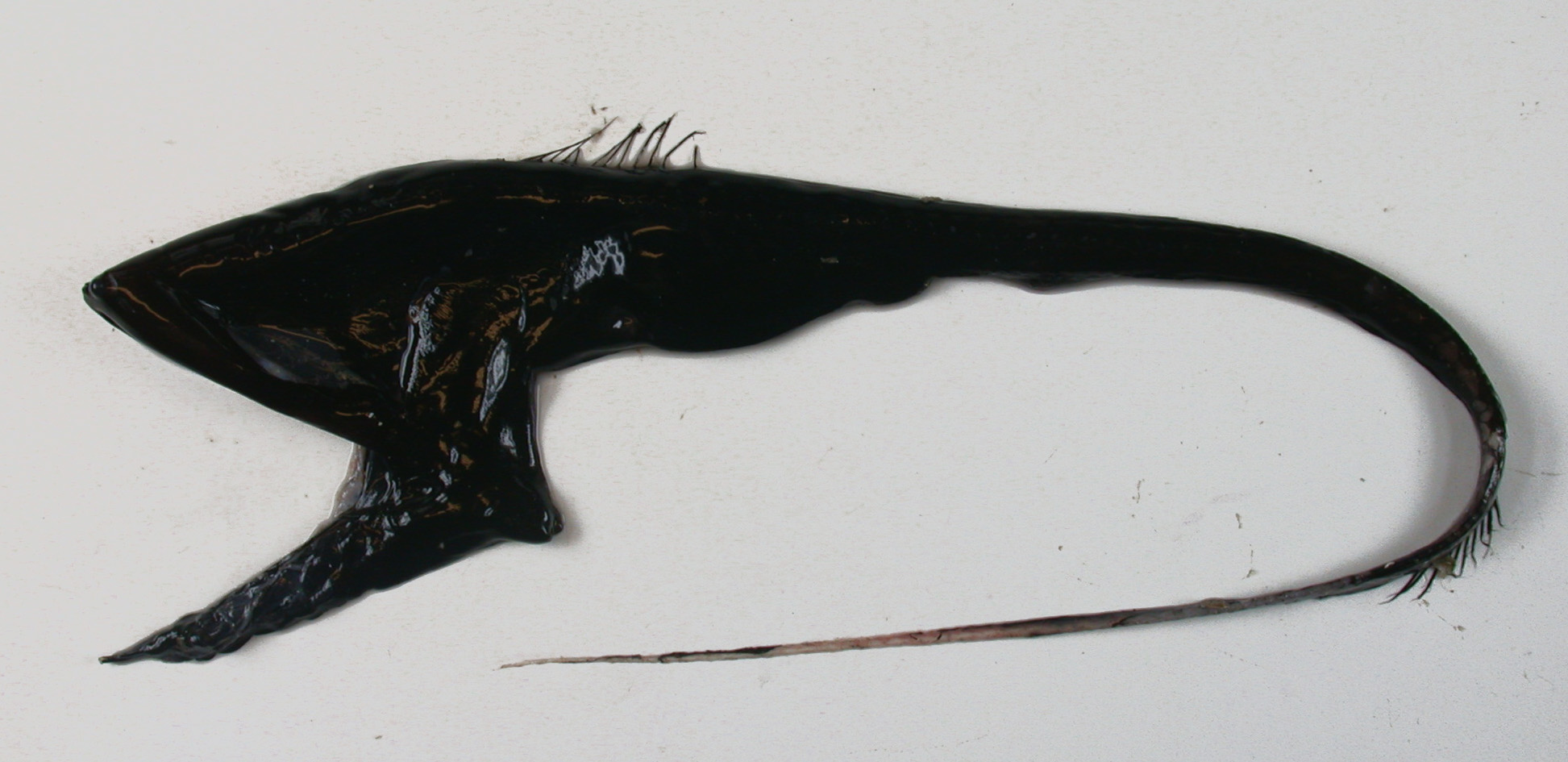
Els sacofaringiformes com aquest del gènere Eurypharynx viuen a la zona afòtica

La zona afòtica (afòtica deriva del grec: ἀ-φῶς "sense llum") és la part de l'oceà o d'un llac on hi ha poca o gens de llum solar. Formalment es defineix com les fondàries per sota de la qual menys de l'1% de la llum solar hi penetra. Conseqüentment, la bioluminescència és essencialment l'única llum que s'hi troba. La majoria dels aliments provenen d'organismes morts que s'enfonsen de les capes d'aigua superiors.
La fondària de la zona afòtica es pot veure en gran manera afectada per coses com la turbidesa i l'estació de l'any. Per sobre de la zona afòtica hi ha la zona fòtica que és la part afectada directament per la llum solar.

## En els oceans
Depenent de com es defineixi la zona àfòtica en els oceans omença entre fondàries aproximades de 200 m o 1.000 m.i continua fins al fons del mar. Les temperatures poden anar aproximadament de 0 °C a 6 °C. S'hi troben organismes especials com els Saccopharyngiformes, el calamar gegant, i el calamar vampir.
La zona afòtica es subdivideix en: zona batial, la zona abissali la zona hadal. La zona batial s'estén des de 200 m a 2.000 m. La zona abissal va des dels 2.000 m a 6.000 m. La zona hadal va des de la fondària de 6.000 m fins al fons del mar. Els organismes que hi viuen han de ser capaços de viure en la foscor completa.